# 新发现
《新发现》（法語：Science et Vie）是由法国爱克西里奥出版集团自1913年起在法国出版的一份“科学人文杂志”。
2005年，上海文艺出版社在中国大陆以法国版为基础，与爱克西里奥出版集团版权合作，创办了Science et Vie中文版——《新发现》，并且中文版采用了与法语原版相同的16开本轻涂纸张印刷。

## 外部連結
- Science & Vie官方网站 （页面存档备份，存于） （法文）
- 《新发现》中文官方网站 （页面存档备份，存于） （简体中文）
- 新发现的新浪微博